# تیم ملی فوتبال زنان گامبیا
تیم ملی فوتبال زنان گامبیا (که تحت عنوان گامبیا (The Gambia) توسط فیفا به رسمیت شناخته شده است) نماینده گامبیا در مسابقات بین‌المللی فوتبال زنان است. این تیم توسط فدراسیون فوتبال گامبیا اداره می‌شود. از ماه دسامبر ۲۰۱۹، این تیم تنها در یک رقابت بین‌المللی اصلی، مقدماتی جام ملت‌های زنان آفریقا ۲۰۱۸ حضور داشته است. گامبیا دو تیم در رده جوانان دارد، یک تیم زیر ۱۷ سال که در مسابقات مقدماتی جام جهانی فوتبال زنان زیر ۱۷ سال شرکت کرده است، و یک تیم زیر ۱۹ سال که از مسابقات انتخابی منطقه‌ای در جام جهانی زیر ۱۹ سال کنار رفت. توسعه یک تیم ملی با چالش‌هایی مشابه با سراسر مناطق آفریقا مواجه است، اگرچه فدراسیون فوتبال دارای چهار کارمند است که بر روی فوتبال زنان تمرکز می‌کنند.